# Mission Sainte-Marie de Sugar Creek
La Mission Sainte-Marie de Sugar Creek a été fondée en mars 1839 par les Jésuites aux États-Unis, sous la forme d'une école pour les indiens Potawatomis et d'une exploitation agricole, dans le Territoire du Kansas. Le site est à 8o km au sud de l'actuelle ville de Kansas City, dans l'actuel Comté de Linn (Kansas) , qui ne sera fondé qu'en 1867. La mission a accueilli sainte Philippine Duchesne dans les dernières années de sa vie.

## Histoire
Dès 1827 les jésuites avaient approché les indiens Osages de la rivière Sugar, pour les attirer vers la mission de Florissant (Missouri), mais il a fallu attendre douze ans de plus, pour que Christian Hoecken fonde en mars 1839 la mission, trois ans après celle qui voit le jour au même moment, 120 kilomètres plus au nord, la Mission jésuite de Kickapoo. Également située dans l'actuel Kansas, la Mission jésuite de Kickapoo est située elle à 40 km au nord de l'actuelle ville de Kansas City, dans l'actuel comté de Leavenworth, à 8 km de Fort Leavenworth. 
L'un des personnalités de la Mission de la Rivière Sugar sera sainte Philippine Duchesne. En 1818, sainte Philippine avait ouvert à Florissant (Missouri) la première école gratuite à l'ouest du Mississippi, mais celle-ci n'accueillait plus d'Amérindiens alors que son souhait était de travailler avec eux. 
Philippine "assurera le succès de la mission par sa prière. Sa présence attirera toutes sortes de faveurs divines sur nos travaux", estiment les jésuites qui la réclament à Sugar Creek.
Elle reste seulement un an avec les indiens Potawatomis. Ses longues heures de prière contemplative amènent ceux-ci à la nommer "Quah-kah-ka-num-ad" ("La femme qui prie toujours"). Mais sa santé ne résiste pas au régime du village. Dès juillet 1842 elle doit s'en aller, bien que son désir pour les missions soit intact : "J'éprouve le même désir ardent pour la mission des Rocky montagnes ou tout autre semblable, que j'éprouvais en France pour venir en Amérique ..." écrit-elle. Lucie Mathevon (1793-1876), de vingt ans la cadette de sainte Philippine Duchesne, prend ensuite la responsabilité de la Mission .
Félix Verreydt, un jésuite belge, a aussi été le directeur de la mission et de son école. Dans ses mémoires, il a souligné que les activités agricoles sont pénalisées par l'étroitesse des zones assez fertiles pour permettre la culture favorite des Amérindiens, le maïs, le long de la rivière Sugar. En septembre 1841, il quitte la Mission jésuite Saint-Joseph de Council Bluffs pour se fixer à la mission Sainte-Marie de Sugar Creek, avec Christian Hoecken, le fondateur de la Mission.
Ensuite Christian Hoecken continue à visiter les indiens Potawatomis du Kansas et plus généralement les tribus indiennes du Haut-Missouri, allant jusqu'aux Montagnes rocheuses, où il va périr en 1851 du choléra.